# Creasta frontală
Creasta frontală (Crista frontalis) este o proeminență liniară situată medial pe fața endocraniană a porțiunii solzoase  a osului frontal, ce se extinde superior de la gaura oarbă (Foramen cecum ossis frontalis) până la șanțul sinusului sagital superior (Sulcus sinus sagittalis superioris). Pe creasta frontală se prinde coasa creierului (Falx cerebri).